# 坂本タクマ
坂本 タクマ（さかもと タクマ、1967年5月20日 - ）は、日本のギャグ漫画家。
兵庫県尼崎市出身。小学生の時に仙台市へ転居し、宮城県仙台第一高等学校を経て東北大学文学部を卒業。同大学では漫画研究会に所属していた。「ぶんぶんレジデンス」は、同大学の寮がモデルになっている。1989年に『シンケン君』でデビュー。

## 作品リスト
- ぶんぶんレジデンス（近代麻雀オリジナル）
- シンケン君（近代麻雀オリジナルにて、20年間連載したが2009年に終了[2]）
- 屈辱er大河原上（『週刊コミックバンチ』新潮社）
- 坂本タクマの実戦株入門（『パニック7ゴールド』白夜書房→ガイドワークス）